# Jonas Poole
Jonas Poole (batejat el 1566 - 1612) va ser un explorador, caçador de foques i de balenes anglès de començaments del segle xvii. Tot i que sovint s'ha considerat a Henry Hudson el "pare de la caça de balenes anglès" va ser el viatge que Poole va fer el 1610 el que va obrir aquest mercat.

## Viatges a l'illa de l'Ós (1604-1609)
Poole va servir en diversos vaixells enviats per la Companyia de Moscòvia a caçar foques a l'illa de l'Ós el 1604, 1605, 1606, 1608 i 1609. El 1607 va ser un dels mariners que fou enviat al Nou Món per establir l'assentament de Jamestown. Conjuntament amb una dotzena de colons capitanejats per Christopher Newport exploraren la part alta del riu James en una pinassa fins a arribar a finals de maig prop de l'actual Richmond, Virgínia. El 1606 se li donà el comandament d'una pinassa de 20 tones. El 1608 pilotà el vaixell Paul i el 1609 fou capità del Lioness.

## Viatges a Spitsbergen (1610-1612)

### La campanya de 1610
El 1610 Poole tornà a ser enviat a l'illa de l'Ós per caçar morses, alhora que buscava el pas cap el pol Nord. Se li donà el comandament de l'Amity, un vaixell de 70 tones, amb una tripulació de catorze homes i un nen. Sobrepassà l'illa de l'Ós fent cap a Spitsbergen. Mentre Barentsz sols havia disposat d'unes poques setmanes per explorar Spitsbergen i Hudson menys d'un mes, Poole disposà de prop de tres mesos, de maig a agost, per explorar la costa oest i caçar morses, ossos polars i rens. El 6 de maig albirà una muntanya a la costa sud de Spitsbergen, a la qual anomenà Muscovy Company’s Mount, l'actual Hornsundtind. Navegà cap al nord i envià un skiff a un petit fiord. Tornaren a bord amb un tros de banya de ren, i per això Poole l'anomenà Horn Sound (Hornsund).
Durant aquest viatge també batejà altres indrets: Ice Point (Ispynten), Bell Point (per una muntanya propera amb forma de campana, que ara s'anomena Kapp Lyell), Bell Sound (Bellsund), Point Partition (Midterhuken), Low Sound (Van Mijenfjorden), Lowsoundness (Lågneset, l'equivalent en noruec), Ice Sound (Isfjorden), Green Harbour (Grønfjorden), Osborne Inlet (St. Jonsfjorden), Black Point (Salpynten), Black Point Isle (Prins Karls Forland), Foul Sound (Forlandsundet), Cape Cold (Kaldneset), Fair Foreland (Fuglehuken), Deer Sound (Kongsfjorden), Close Cove (Krossfjorden), Cross Road (Ebeltofthamna), i Fairhaven (Smeerenburgfjorden).
Poole també aconseguí barbes i greix de balenes de Groenlàndia que trobà avarades a la costa, però no intentà caçar cap altra mena de balenes que veié perquè en aquell temps els "bascos eren els únics que entenien de la caça de balenes."

### La campanya de 1611
La informació aportada sobre el nombre de balenes que trobà pels voltants de Spitsbergen van dur a la Companyia de Moscòvia a enviar dos vaixells l'any següent, 1611. L' Elizabeth, de 60 tones, va acompanyar el Mary Margaret, un gran vaixell de 150 tones, comandat per Stephen Bennet, en una expedició balenera a l'illa. Poole fou enviat com a master de l'Elizabeth, i fou el pilot dels dos vaixells. A bord del Mary Margaret hi havia Thomas Edge, encarregat de les càrregues d'ambdós vaixells. Entre la tripulació hi havia sis experts baleners bascos de Sant Joan Lohitzune.
L'expedició va salpar de Blackwall a l'abril, però en arribar les dues naus als 65° N es van separar per culpa dels "vents contraris i un temps boig". Es retrobaren a mitjans de maig, navegant plegats fins a Cross Road, on fondejaren a finals de maig. El Mary Margaret passà el mes de juny dedicat a la caça de balenes i morses, mentre Poole explorà cap al sud-oest a la recerca de Hold with Hope, que Henry Hudson digué haver vist el 1607. Després de veure terra, probablement l'est de Grenlàndia) cap als 74°, navegà cap al nord vers l'illa de l'Ós, on arribà el 29 de juny.
A finals de juliol, mentre havia fondejat al nord de l'illa, Poole es trobà amb tres mariners enviats per Edge i Bennet. Li explicaren que havien perdut el Mary Margaret al Foul Sound, quan havia estat empès a terra pel gel, i que 30 homes havien desembarcat al sud de l'illa en tres embarcacions, mentre dues embarcacions més, amb nou homes, havien se n'havien separat a l'entrada del Horn Sound.
Poole navegà cap al sud de l'illa, on va recollir la tripulació i posteriorment navegà cap al nord, a Spitsbergen. En arribar a Foul Sound trobà la resta de la tripulació del Mary Margaret's, que hi havien estat duts pel Hopewell de Hull, comandat per Thomas Marmaduke. El 7 d'agost mentre transferien la càrrega del Mary Margaret a l' Elizabeth el vaixell bolcà i Poole en resultà greument ferit. Els companys de Poole demanaren ajuda a Marmaduke, però aquest es negà en un primer moment, i sols després de pagar-li acceptà dur-los de tornada a casa.

### La campanya de 1612
El 1612 Jonas Poole tornà a navegar cap a Spitsbergen en una expedició balenera. Hi enviaren dos vaixells, el Whale, de 160 tones, comandat per John Russell, i el Sea Horse, de 180 tones, comandat per Thomas Edge. Poole servia en aquest darrer, probablement com a pilot.
La expedició salpà a començaments d'abril i a un mes després arribà a l'illa de l'Ós. El 25 de maig arribaren al Foul Sound i l'endemà dos vaixells més entraren al fiord, un procedent d'Holanda, que ja havien trobat prop de l'illa de l'Ós; i l'altra el Diana, procedent de Londres, i sota el comandament de Thomas Bustion de Wapping Wall. Ambdós s'allunyaren l'endemà. A començaments de juny Poole es trobà novament amb el vaixell de Thomas Marmaduke, que aquell any possiblement es dedicà a la caça de balenes.
A començaments de juny els baleners bascos, possiblement procedents de Sant Joan Lohitzune, ja havien caçat diverses balenes. A finals de juny, Poole va dir que hi havia tantes balenes al fiord que no les podia comptar. Els vaixells tornaren a Londres a finals d'aquell anys amb 180 tones d'oli, disset balenes de Grenlàndia i dues morses.
En acabar el viatge Poole hauria estat assassinat entre Ratcliff i Londres.

## Llegat
Molts dels noms que Jonas Poole posà als principals accidents de la costa oest de Spitsbergen conserven encara el nom (els més importants Hornsund, Bellsund i Isfjorden), mentre d'altres, per errades de transcripció moderns dels cartògrafs o altres motius, han donat lloc a d'altres noms que han canviat o s'obliden per complet. Poolepynten (punta Poole), a la costa sud-est de l'illa Prins Karls Forland, fou batejada en honor seu.